# Juan Arango
Juan Fernando Arango (ur. 16 maja 1980 w Maracay) – piłkarz wenezuelski pochodzenia kolumbijskiego i hiszpańskiego grający na pozycji ofensywnego pomocnika. Nosi przydomek "Arangol".

## Kariera klubowa
Arango jest wychowankiem klubu Nueva Cádiz FC. W drugiej lidze wenezuelskiej zadebiutował szybko bo w wieku 16 lat w 1996 roku. W 1998 roku awansował do pierwszej ligi i wtedy też zadebiutował w rodzimej ekstraklasie. W 1999 roku Nueva Cádiz FC zostało przejęte przez Zulianos FC i w tym klubie pod taką nazwą występował Arango. Jeszcze w trakcie sezonu odszedł jednak do stołecznego Caracas FC, gdzie grał przez kolejne pół roku.
Latem 2000 Arango wyjechał do Meksyku. Jego pierwszym klubem był CF Monterrey, w którym wywalczył miejsce w składzie i w sezonie 2000/2001 zdobył 5 bramek w lidze. W styczniu 2002 tuż przed fazą Clausura Arango przeszedł do CF Pachuca. W tym klubie także osiągnął wysoką formę i w całym sezonie 2002/2003 strzelił 11 goli będąc najskuteczniejszym zawodnikiem w zespole. Sezon 2003/2004 Arango spędził w innym meksykańskim ligowcu, CF Puebla, ale także nie osiągnął z nim większych sukcesów.
W 2004 roku Arango zwrócił na siebie uwagę trenera RCD Mallorca Benito Floro i sprowadził on do zespołu wenezuelskiego zawodnika. W Primera División zadebiutował on 29 sierpnia w przegranym 0:1 domowym spotkaniu z Realem Madryt. Już w 2. kolejce, w meczu z Getafe CF zdobył swojego pierwszego gola na hiszpańskich boiskach, a w całym sezonie strzelił 6 goli. Jeszcze bardziej udany dla Juana był sezon 2005/2006, gdy aż 11-krotnie trafiał do siatki rywali, zdobywając m.in. hat-tricka w meczu z Realem Sociedad. Natomiast w sezonie 2006/2007 także pomógł Majorce w utrzymaniu dzięki 9 ligowym golom.
| Sezon   | Klub                     | Kraj      | Rozgrywki                   | Mecze | Bramki |
| ------- | ------------------------ | --------- | --------------------------- | ----- | ------ |
| 1996/97 | Nueva Cádiz FC           | Wenezuela | Segunda División Venezolana | ?     | ?      |
| 1997/98 | Nueva Cádiz FC           | Wenezuela | Segunda División Venezolana | ?     | ?      |
| 1998/99 | Nueva Cádiz FC           | Wenezuela | Primera División Venezolana | ?     | ?      |
| 1999/00 | Zulianos FC              | Wenezuela | Primera División Venezolana | 12    | 0      |
| 1999/00 | Caracas FC               | Wenezuela | Primera División Venezolana | ?     | ?      |
| 2000/01 | CF Monterrey             | Meksyk    | Primera División            | 32    | 5      |
| 2001/02 | CF Monterrey             | Meksyk    | Primera División            | 13    | 1      |
| 2001/02 | CF Pachuca               | Meksyk    | Primera División            | 14    | 5      |
| 2002/03 | CF Pachuca               | Meksyk    | Primera División            | 37    | 11     |
| 2003/04 | CF Puebla                | Meksyk    | Primera División            | 36    | 8      |
| 2004/05 | RCD Mallorca             | Hiszpania | Primera División            | 34    | 6      |
| 2005/06 | RCD Mallorca             | Hiszpania | Primera División            | 37    | 11     |
| 2006/07 | RCD Mallorca             | Hiszpania | Primera División            | 37    | 9      |
| 2007/08 | RCD Mallorca             | Hiszpania | Primera División            | 38    | 12     |
| 2008/09 | RCD Mallorca             | Hiszpania | Primera División            | 37    | 8      |
| 2009/10 | Borussia Mönchengladbach | Niemcy    | Bundesliga                  | 34    | 2      |
| 2010/11 | Borussia Mönchengladbach | Niemcy    | Bundesliga                  | 25    | 4      |
| 2011/12 | Borussia Mönchengladbach | Niemcy    | Bundesliga                  | 34    | 6      |
| 2012/13 | Borussia Mönchengladbach | Niemcy    | Bundesliga                  | 31    | 5      |
| 2013/14 | Borussia Mönchengladbach | Niemcy    | Bundesliga                  | 31    | 8      |

## Kariera reprezentacyjna
W reprezentacji Wenezueli Arango zadebiutował 27 stycznia 1999 roku w zremisowanym 1:1 meczu z Danią. W swojej karierze występował już w turniejach: Copa América 1999, Copa América 2001, Copa América 2004, Copa América 2007 i Copa América 2011. W tym ostatnim turnieju reprezentacja Wenezueli osiągnęła historyczny wynik - 4. miejsce.